# Klippans bruk
Klippans bruk är ett företag i tätorten Klippans bruk i Klippans kommun i Skåne län. Företaget har gett namn åt tätorten.

## Brukets historia
Bruket är Nordens äldsta pappersbruk och startades år 1573 vid Herrevadskloster nära Ljungbyhed av Steen Clausen Bille. 1637 privilegierades bruket för Mattias Smidt, en affärsman från Bremen, och uppträder då för första gången under namnet Klippan eller Stackarps kvarn. Mot slutet av 1600-talet uppgick tillverkningen till omkring 2.000 ris papper årligen. Efter flera förfallsperioder under 1700-talet övertogs bruket 1772 av överstelöjtnanten Abraham Tornérhjelm, vilken grundligt lät restaurera detsamma. Under 1800-talets första år blev bruket väsentligt utvidgat, och årsproduktionen uppgick 1813 till 8.000 ris. 1825 övertogs driften av S. M. Sunnerdahl, och under hans ledning utvecklades företaget till Sveriges största handpappersbruk. Tillverkningen uppgick 1829 till 13.882 ris.
1832 inleddes en ny epok i brukets i historia och svensk pappershistoria då 20 juni detta år den första pappersmaskinen sattes igång. Tillverkningen ökade nu starkt, 1840 uppgick den till 40.000 ris. 1853 övertogs bruket av Chr. A. Bock, som bland annat 1873 uppförde den andra pappersmaskinen. Under hans tid skedde också den definitiva övergången från lump som råmaterial till trä. Några år efter Bocks död bildades 1890 Klippans pappersbruks AB med ett aktiekapital på 600.000 kronor. 1905-06 uppställdes pappersmaskin nummer tre. Efter det gamla bolagets likvidation övertogs bruket 1911 av ett nytt bolag. Pappermaskin nummer fyra uppställdes 1911. För anskaffande av råmaterial övertogs 1914 Böksholms sulfitfabrik genom ett särskilt bolag, Klippan-Böksholms intressenter AB. 1925 upptogs samarbete med Lessebo pappersbruk, vilket 1926 ledde till att Klippan-Böksholms intressenter AB inköpte samtliga aktier i Lessebo AB. Samma år åvertogs även hela aktiestocken i Böksholms sulfitfabriks AB. 1930 inköptes samtliga aktier i AB Lessebo skogar. Tillverkningen vid Klippans pappersbruk har under årens lopp omfattat papper av många olika slag. På 1880-talet framställdes främst tidningspapper, men senare inriktades tillverkningen främst på finpapper med en mängd specialiteter.
1976-89 ingick Klippan i Södra Skogsägarna, 1989 förvärvades aktierna av företagsledningen, 1994 börsnoterades företaget och 1997 ändrades företagsnamnet från Klippans Finpappersbruk till Klippan AB. 1998 hade man en årlig omsättning på 874 miljoner SEK och 660 anställda.
Bruket var i drift till sommaren 2006 då det gick i konkurs, men i december månad samma år togs bruket åter i drift med inriktning mot enbart mjukpapper, se nedan under "Mjukpapperstillverkning vid bruket". Bruket hade som mest ca 800 anställda på 1960-talet.
I februari månad 2008 såldes pappersmaskinerna PM7 och PM10 för finpapper till Ukraina.

## Mjukpapperstillverkning vid bruket
Redan 1962 påbörjades också en viss tillverkning av tissue eller mjukpapper för pappersservetter vid bruket. Efter konkursen 2006 avskildes mjukpappersverksamheten och denna produktion fortsatte i ett nybildat bolag, Svenska Pappersbruket AB. Detta företag bytte i februari 2018 namn till Klippans Bruk AB.
Produktionen är fokuserad på kraftigt färgade mjukpappersprodukter för servetter och liknande i ytviktsområdet 15-26 g/m2. Maximal produktionsbredd är 1710 mm.
I januari 2018 kungjordes ett investeringsbeslut att bygga en ny mjukpappersmaskin med en kapacitet på 30 000 ton per år med en rullbredd på 3 200 millimeter. Ytvikt för mjukpappersprodukterna kommer att ligga mellan 16 och 26 g/m2. Maskinen, som levererats av italienska Recard, togs i drift i augusti 2019.
Efter personalneddragningarna 2021, hade bruket 60 anställda i september 2022.